# Mosquée de Rome
La mosquée de Rome se trouve dans la partie nord de Rome dans le quartier de Parioli sur le viale della Moschea. Elle forme la plus grande mosquée d'Europe, avec plus de 30 000 m2 de terrain et pouvant accueillir 12 000 fidèles.

## Historique
La ville de Rome a fait don des terrains à la communauté musulmane en 1974, mais ce ne fut qu'en 1984 que la construction de la mosquée fut initiée sur les plans des architectes Paolo Portoghesi, Vittorio Gigliotti et Sami Mousawi. Elle a été fondée par le prince afghan Muhammad Hasan et son épouse et financée par le roi Fayçal d'Arabie saoudite. L'inauguration du lieu de culte a été faite le 21 juin 1995.
La mosquée héberge le Centre culturel islamique italien.

### Liste des imams
- 1983–1993 : Muhammad Nur al-Din Isma'il
- 1993–2006 : Mahmud Hammad Shwayta
- Depuis 2007 : Ala' al-Din Muhammad Isma'il al-Ghobashi

## Architecture
Le minaret de la mosquée est haut de 43 mètres. Elle peut accueillir 12 000 fidèles.

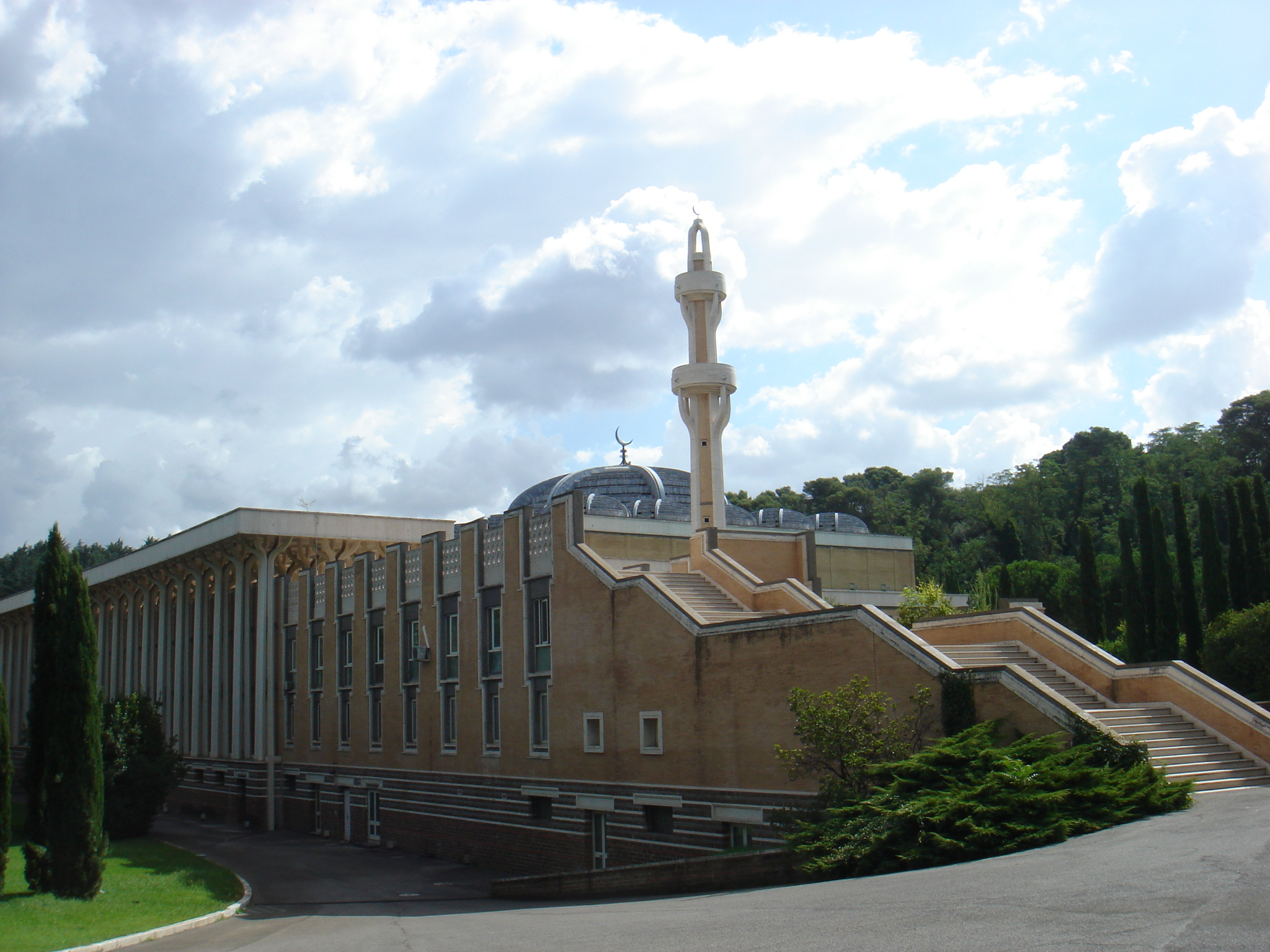
Extérieur de la mosquée de Rome
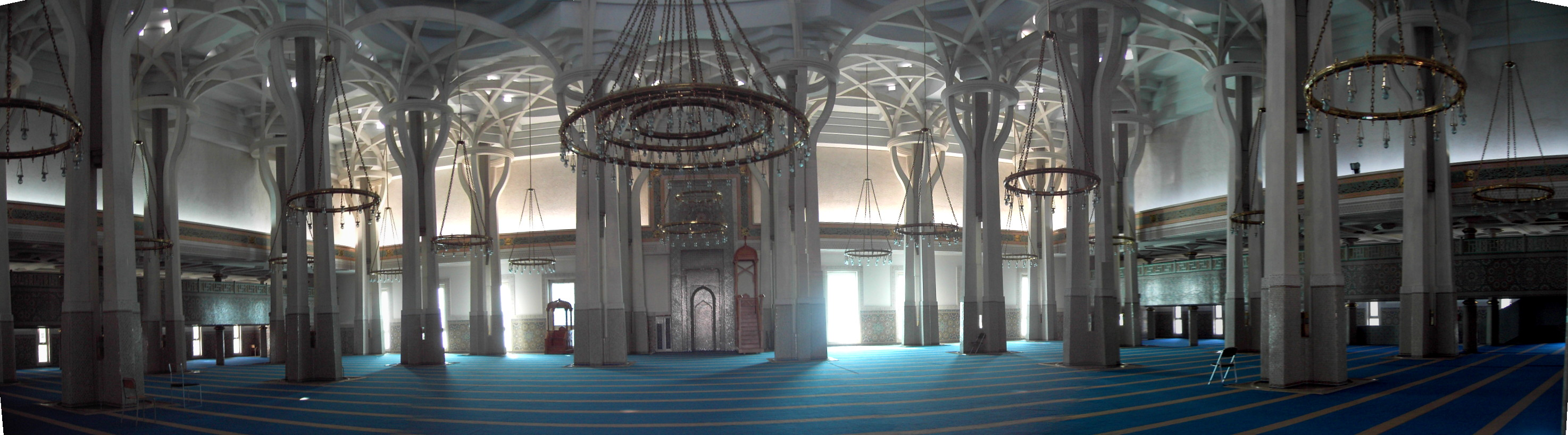
Intérieur de la mosquée de Rome